# ان‌جی‌سی ۶۴۲۶
ان‌جی‌سی ۶۴۲۶ (انگلیسی: NGC 6426) نام یک کهکشان است.